# 錫德茅斯
錫德茅斯（英語：Sidmouth）是西南英格蘭德文郡英吉利海峽的一個城鎮，位於埃克塞特以東14英里（23）。2004年，錫德茅斯有人口約15,000人，其中40%是65歲以上人口。2011年，這裡有人口12,569人。